# Strzelęcin
Strzelęcin – wieś w Polsce położona w województwie wielkopolskim, w powiecie chodzieskim, w gminie Chodzież.

W latach 1975–1998 miejscowość administracyjnie należała do województwa pilskiego.
Wieś w sołectwie Strzelce - zobacz jednostki pomocnicze gminy Chodzież w BIP